# Epiamomum roseisquamosum
Epiamomum roseisquamosum là một loài thực vật có hoa trong họ Gừng. Loài này được Hidetoshi Nagamasu và Shoko Sakai mô tả khoa học đầu tiên năm 1996 dưới danh pháp Amomum roseisquamosum. Năm 2018, Axel Dalberg Poulsen và Jana Leong-Škorničková chuyển nó sang chi mới được mô tả là Epiamomum.

## Phân bố
Plants of the World Online cho rằng loài này có ở Borneo (Sarawak).